# Michael Osorio
Michael Otoniel Osorio Morales (Santiago de Puringla, La Paz, Honduras, 10 de septiembre de 1994) es un futbolista hondureño. Juega como defensa central y su actual club es el Real Sociedad de la Liga Nacional de Honduras.

## Trayectoria

### Vida
Debutó en Liga Nacional el 27 de febrero de 2016, en un enfrentamiento contra Motagua en el Estadio Nacional, que finalizó con empate de 1-1. El 28 de enero de 2018, durante la derrota de 1-2 contra Lobos UPNFM en el Estadio Emilio Williams, convirtió su primera anotación con el cuadro «cocotero».

### Lobos UPNFM
El 7 de enero de 2019, fue presentado como refuerzo de los Lobos UPNFM. Hizo su debut el 2 de febrero de 2019, contra Motagua, en un encuentro que culminó con resultado de 1-1.

### Marathón
El 19 de diciembre de 2019, Marathón lo anunció como su refuerzo.

## Estadísticas
| Equipo               | Div.                | Temporada           | Liga     | Liga  | Copa Nacional | Copa Nacional | Copa Internacional | Copa Internacional | Total    | Total |
| Equipo               | Div.                | Temporada           | Partidos | Goles | Partidos      | Goles         | Partidos           | Goles              | Partidos | Goles |
| Vida Honduras        | 1.ª                 | 2015-16             | 1        | 0     | —             | —             | —                  | —                  | 1        | 0     |
| Vida Honduras        | 1.ª                 | 2016-17             | 18       | 0     | —             | —             | —                  | —                  | 18       | 0     |
| Vida Honduras        | 1.ª                 | 2017-18             | 27       | 3     | —             | —             | —                  | —                  | 27       | 3     |
| Vida Honduras        | 1.ª                 | 2018-19             | 10       | 2     | —             | —             | —                  | —                  | 10       | 2     |
| Vida Honduras        | Total               | Total               | 56       | 5     | 0             | 0             | 0                  | 0                  | 56       | 5     |
| Lobos UPNFM Honduras | 1.ª                 | 2018-19             | 14       | 1     | —             | —             | —                  | —                  | 14       | 1     |
| Lobos UPNFM Honduras | Total               | Total               | 14       | 1     | 0             | 0             | 0                  | 0                  | 14       | 1     |
| Vida Honduras        | 1.ª                 | 2019-20             | 4        | 0     | —             | —             | —                  | —                  | 4        | 0     |
| Vida Honduras        | Total               | Total               | 4        | 0     | 0             | 0             | 0                  | 0                  | 4        | 0     |
| Marathón Honduras    | 1.ª                 | 2019-20             | 0        | 0     | —             | —             | —                  | —                  | 0        | 0     |
| Marathón Honduras    | Total               | Total               | 0        | 0     | 0             | 0             | 0                  | 0                  | 0        | 0     |
| Lobos UPNFM Honduras | 1.ª                 | 2021-2022           | 14       | 1     | —             | —             | —                  | —                  | 14       | 1     |
| Lobos UPNFM Honduras | Total               | Total               | 14       | 1     | 0             | 0             | 0                  | 0                  | 14       | 1     |
| Vida Honduras        | 1.ª                 | 2022-?              | 4        | 0     | —             | —             | —                  | —                  | 4        | 0     |
| Vida Honduras        | Total               | Total               | 4        | 0     | 0             | 0             | 0                  | 0                  | 4        | 0     |
| Total en su carrera  | Total en su carrera | Total en su carrera | 74       | 6     | 0             | 0             | 0                  | 0                  | 74       | 6     |